# Liste der Kulturdenkmäler in Klausen (Eifel)
In der Liste der Kulturdenkmäler in Klausen sind alle Kulturdenkmäler der rheinland-pfälzischen Ortsgemeinde Klausen mit den Ortsteilen Klausen, Krames und Pohlbach aufgeführt. Grundlage ist die Denkmalliste des Landes Rheinland-Pfalz (Stand: 10. August 2023).

## Denkmalzonen
| Bezeichnung                  | Lage | Baujahr                | Beschreibung | Bild |
| ---------------------------- | --- | ---------------------- | --- | ---- |
| Denkmalzone Ortskern Klausen | Klausen, Augustinerplatz 1–10, Bernkasteler Straße 1, Eberhardstraße 1–16, Trierer Straße 1 und 2–12 (gerade Nummern), Wittlicher Straße 1 und 3 Lage | ab dem 15. Jahrhundert | aus dem ehemaligen Augustinerchorherrenkloster Eberhardsklausen hervorgegangener Ortskern; von der ehemaligen Klosteranlage neben der bedeutenden spätgotischen Wallfahrtskirche das ehemalige Brauhaus (Mitte des 18. Jahrhunderts), die ehemalige Remise mit Pferdestall (18. Jahrhundert), die ehemalige Fremdenherberge (Anfang des 18. Jahrhunderts), der Abtsgarten sowie Teile der Klostermauer erhalten | BW   |

## Einzeldenkmäler
| Bezeichnung                                               | Lage                                                         | Baujahr                            | Beschreibung | Bild                           |
| --------------------------------------------------------- | ------------------------------------------------------------ | ---------------------------------- | --- | ------------------------------ |
| Remise                                                    | Klausen, Augustinerplatz 3 Lage                              | 18. Jahrhundert                    | ehemaliges Remisengebäude; Mansardwalmdachbau, Bruchstein, 18. Jahrhundert | BW                             |
| Wohnhaus                                                  | Klausen, Augustinerplatz 8 Lage                              |                                    | langgestreckter Mansarddachbau auf unregelmäßigem Grundriss, Treppenturm, teilweise Fachwerk | BW                             |
| Brauhaus                                                  | Klausen, Augustinerplatz 9 Lage                              | Mitte des 18. Jahrhunderts         | ehemaliges Brauhaus; siebenachsiger Mansardwalmdachbau, Mitte des 18. Jahrhunderts | BW                             |
| Dominikanerinnenkloster Mater Dolorosa                    | Klausen, Bernkasteler Straße 1 Lage                          | erste Hälfte des 19. Jahrhunderts  | langgestreckter Krüppelwalmdachbau, erste Hälfte des 19. Jahrhunderts (?), um 1920/30 erweitert | Fotos hochladen                |
| Katholische Pfarr- und Wallfahrtskirche Maria Heimsuchung | Klausen, Eberhardstraße 1a Lage                              | 1449                               | unregelmäßig zweischiffige, spätgotische Anlage, 1449 geweiht; im Pfarrgarten (Augustinerplatz): 14 neuromanische Kreuzwegstationen, Ende des 19. Jahrhunderts, Bildhauer Joseph Kunsmann, Wittlich; Kreuzigungsbildstock, bezeichnet 1807 (?); drei Grabmäler (?), Rotsandstein, 19. Jahrhundert | weitere Bilder Fotos hochladen |
| Fremdenherberge                                           | Klausen, Eberhardstraße 6/8 Lage                             | Anfang des 18. Jahrhunderts        | ehemalige Fremdenherberge; siebenachsiger Krüppelwalmdachbau, Anfang des 18. Jahrhunderts | BW                             |
| Wegekreuz                                                 | Klausen, Trierer Straße Lage                                 | 1826                               | Altarkreuz, Rotsandstein, bezeichnet 1826 | Fotos hochladen                |
| Wegekapelle                                               | Krames, Escher Straße, Ecke Fuhrweg Lage                     | zweite Hälfte des 19. Jahrhunderts | Walmdachbau, Bruchstein, zweite Hälfte des 19. Jahrhunderts; Wegekreuz, Rotsandstein, 19. Jahrhundert | BW                             |
| Katholische Kirche St. Thomas                             | Krames, Reulweg 1 Lage                                       | 1900                               | neuspätromanischer Saalbau, 1900, von Bruchsteinmauer umfriedeter Kirchhof; Gesamtanlage | weitere Bilder Fotos hochladen |
| Klausenkreuz                                              | Krames, südlich des Ortes am Thomasberg Lage                 | 1699                               | Wegekreuz; Schaftkreuz, bezeichnet 1699 | BW                             |
| Gasthaus Maes                                             | Pohlbach, Wittlicher Straße 49 Lage                          | Anfang des 20. Jahrhunderts        | Bruchstein-Quereinhaus, teilweise mit Zierfachwerk, Krüppelwalmdach, Anfang des 20. Jahrhunderts | BW                             |
| Katholische Filialkirche St. Margaretha                   | Pohlbach, Wittlicher Straße 71 Lage                          | 1889/90                            | neugotischer Saalbau, 1889/90 | weitere Bilder Fotos hochladen |
| Wegekreuz                                                 | Pohlbach, Zum Rosenthälchen, bei Nr. 3/3a Lage               | 19. Jahrhundert                    | Schaftkreuz, Rotsandstein, 19. Jahrhundert | BW                             |
| Wegekreuz                                                 | Pohlbach, nordöstlich des Ortes an einem Wirtschaftsweg Lage | 19. Jahrhundert                    | Schaftkreuz, Rotsandstein, 19. Jahrhundert, jüngeres Abschlusskreuz | BW                             |
| Heiligenhäuschen                                          | Pohlbach, östlich des Ortes am Waldrand Lage                 | 18. oder 19. Jahrhundert           | rund geschlossener Mauerblock, Pietà, 18. oder 19. Jahrhundert | BW                             |